# Brontokusuman
Brontokusuman is een bestuurslaag in het regentschap Jogjakarta van de provincie Jogjakarta, Indonesië. Brontokusuman telt 9659 inwoners (volkstelling 2010).